# 2013 RT156
2013 RT156 est un objet transneptunien épars.

## Caractéristiques
2013 RT156 mesure environ 200 km de diamètre.